# کلیسای مریم مقدس (سرنق)
کلیسای مریم مقدس (مادر مقدس خدا ارمنی: Սուրբ Աստվածածին) یک کلیسای حواری ارمنی سنگی در سرنق، ایران است. کلیسا در سال ۱۶۲۵ ساخته شده‌است. ارتفاع کلیسا ۶٫۵ متر و متکی بر شش ستون است. دهانه آن ۱۵ در ۱۰ متر است. مواد و مصالح ساختمانی آن سنگ‌های زرد رنگ و بازالت است. کلیسا در قرن ۱۹ بازسازی شده‌است. تعدادی سنگ قبر در اطراف کلیسا وجود دارد که احتمالاً متعلق به اعضای یک خانواده ثروتمند بودن که تأمین مالی نوسازی کلیسا را بر عهده داشته‌اند.
کلیسا در زمین‌لرزه ۱۳۰۹ سلماس آسیب دید و دیوار غربی آن، سقف چوبی و سه تا از چهار ستون مرکزی آن سقوط کرد. در سال ۲۰۱۳ تنها دیوار شمالی دست نخورده باقی می‌ماند. دیوار جنوبی کلیسا به‌طور کامل تخریب شده‌است.